# Bentley T-type

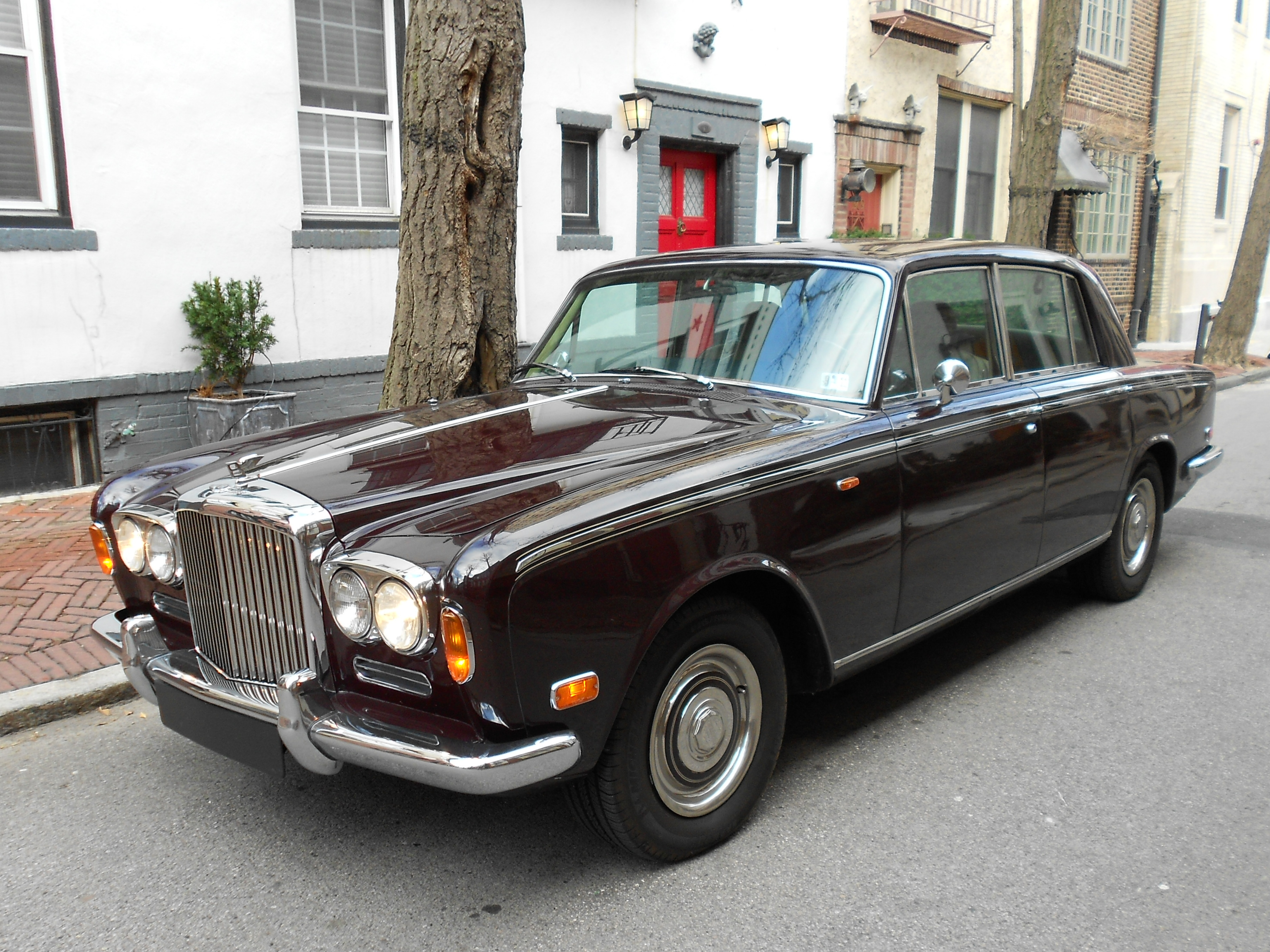
Bentley T-type 1970.

Bentley T-type är en personbil, tillverkad av den brittiska biltillverkaren Bentley mellan 1965 och 1980.
Bentley T-type är i praktiken en Rolls-Royce med annan kylargrill. För detaljer, se artikeln om Rolls-Royce Silver Shadow.

## Tillverkning
| Modell         | Antal |
| -------------- | ----- |
| T1             | 1 703 |
| T1 LWB         | 9     |
| FHC, coupé     | 114   |
| DHC, cabriolet | 41    |
| T2             | 558   |
| T2 LWB         | 10    |

- Wikimedia Commons har media som rör Bentley T-type.